# 豊田歩
豊田 歩（とよだ あゆむ、2000年11月25日 - ）は、東京都出身のサッカー選手。J2リーグ・ロアッソ熊本所属。ポジションはMF。

## 略歴
2023年からロアッソ熊本に所属。同年は出番が限られた。
球際の激しさと足元の技術を武器に、2024年シーズンは2ボランチへのシステム変更に伴い主力に定着した。開幕戦で自身が蹴ったフリーキックがそのままゴールに吸い込まれJリーグ初ゴールを記録した。その後、チームの不調に伴い1ボランチにシステム変更されると、ボランチではなく両ウイングバックでの起用が主体となった。それでも持ち前の技術の良さ、守備強度を活かして高い評価を得ることになった。

## 所属クラブ
- N.W.FC
- 横河武蔵野FC
- 國學院大學久我山高校
- 中央大学
- 2023年 -  ロアッソ熊本

## 個人成績
| 国内大会個人成績 | 国内大会個人成績 | 国内大会個人成績 | 国内大会個人成績 | 国内大会個人成績 | 国内大会個人成績 | 国内大会個人成績 | 国内大会個人成績 | 国内大会個人成績 | 国内大会個人成績 | 国内大会個人成績 | 国内大会個人成績 |
| 年度             | クラブ           | 背番号           | リーグ           | リーグ戦         | リーグ戦         | リーグ杯         | リーグ杯         | オープン杯       | オープン杯       | 期間通算         | 期間通算         |
| 年度             | クラブ           | 背番号           | リーグ           | 出場             | 得点             | 出場             | 得点             | 出場             | 得点             | 出場             | 得点             |
| 日本             | 日本             | 日本             | 日本             | リーグ戦         | リーグ戦         | リーグ杯         | リーグ杯         | 天皇杯           | 天皇杯           | 期間通算         | 期間通算         |
| ---------------- | ---------------- | ---------------- | ---------------- | ---------------- | ---------------- | ---------------- | ---------------- | ---------------- | ---------------- | ---------------- | ---------------- |
| 2023             | 熊本             | 21               | J2               | 10               | 0                | -                | -                | 2                | 0                | 12               | 0                |
| 2024             | 熊本             | 21               | J2               | 36               | 1                | 1                | 0                | 1                | 0                | 38               | 1                |
| 通算             | 日本             | 日本             | J2               | 48               | 1                | 1                | 0                | 3                | 0                | 52               | 1                |
| 総通算           | 総通算           | 総通算           | 総通算           | 48               | 1                | 1                | 0                | 3                | 0                | 52               | 1                |